# Jever
Jever (nemška izgovarjava: [ˈjeːfɐ]; tudi [ˈjeːvɐ]) je glavno mesto okrožja Friesland (Frizije) na Spodnjem Saškem v Nemčiji; naselje je leta 1536 pridobilo mestne pravice in ima danes okoli 15.000 prebivalcev. Mesto je znano po lokalni pivovarni in kot priljubljena počitniška destinacija, saj je v neposredni bližini severnomorske obale.